# Campeonato Paulista de Futebol de 2013 - Série A3
O Campeonato Paulista de Futebol da Série A3 de 2013 foi a 60.ª edição da terceira divisão do futebol paulista, foi disputado entre 26 de janeiro e 26 de maio. Os quatro primeiros tiveram o acesso para a Série A2 de 2014, e os quatro últimos foram rebaixados para o Campeonato Paulista de Futebol da Série A4 de 2014. O campeão foi o EC São Bento

## Regulamento
Antes da realização cogitou-se a realização do campeonato com o mesmo formato da edição de 2011, dois grupos regionalizados de 10 equipes cada. Alguns clubes, como o Atlético Joseense e o Rio Preto, chegaram a manifestar a sua preferência por esse formato. Entretanto, no conselho técnico da competição decidiu-se pela manutenção do formato de disputa vigente.

### Primeira fase
A Série A3 foi disputada por 20 clubes que se enfrentam entre si em turno único, ao final das 19 rodadas, os oito primeiros colocado avançam para a Segunda Fase, e os quatro últimos rebaixados à Segunda Divisão de 2014.

### Segunda fase
Os oito classificados serão divididos em dois grupos de quatro jogando entre si em turno e returno. Os dois primeiros de cada grupo são classificados para a Série A2 de 2014, já o primeiro colocado de cada grupo se classificara para a fase final da competição.

### Fase final
Na fase final da competição, os primeiros colocados de cada grupo da Semifinal jogam entre si em turno e returno, sagrando-se campeão o que somar o maior número de pontos ganhos, considerados exclusivamente os resultados obtidos nesta fase.

### Critérios de desempate
Caso haja empate de pontos entre dois clubes, os critérios de desempates serão aplicados na seguinte ordem:
1. Número de vitórias
2. Saldo de gols
3. Gols marcados
4. Menor número de cartões vermelhos recebidos
5. Menor número de cartões amarelos recebidos
6. Sorteio público na sede da FPF

## Participantes
| Equipe           | Cidade                | Em 2012         | Estádio                    | Capacidade | Títulos            |
| ---------------- | --------------------- | --------------- | -------------------------- | ---------- | ------------------ |
| América          | São José do Rio Preto | 20º (Série A2)  | Benedito Teixeira          | 32 936     | 0 (não possui)     |
| Barretos         | Barretos              | 12º (Série A3)  | Antônio Gomes Martins      | 13 007     | 0 (não possui)     |
| Batatais         | Batatais              | 7º (Série A3)   | Oswaldo Scatena            | 13 000     | 0 (não possui)     |
| Flamengo         | Guarulhos             | 16º (Série A3)  | Antônio Soares de Oliveira | 6 235      | 1 (2008)           |
| Francana         | Franca                | 10º (Série A3)  | José Lancha Filho          | 14 686     | 0 (não possui)     |
| Guaçuano         | Mogi Guaçu            | 5º (Série A3)   | Alexandre Camacho          | 5 000      | 0 (não possui)     |
| Independente     | Limeira               | 15º (Série A3)  | Agostinho Prada            | 9 483      | 1 (1973)           |
| Inter de Limeira | Limeira               | 6º (Série A3)   | José Levy Sobrinho         | 18 000     | 1 (1996)           |
| Itapirense       | Itapira               | 14º (Série A3)  | Coronel Francisco Vieira   | 4 800      | 0 (não possui)     |
| Joseense         | São José dos Campos   | 4º (2ª Divisão) | Martins Pereira            | 16 500     | 0 (não possui)     |
| Marília          | Marília               | 8º (Série A3)   | Bento de Abreu             | 15 010     | 0 (não possui)     |
| Novorizontino    | Novo Horizonte        | 3º (2ª Divisão) | Jorge Ismael de Biase      | 16 000     | 0 (não possui)     |
| Palmeiras B      | São Paulo             | 17º (Série A2)  | Rua Javari [c]             | 4 004      | 0 (não possui)     |
| Rio Preto        | São José do Rio Preto | 18º (Série A2)  | Anísio Haddad              | 14 126     | 2 (último em 1999) |
| São Bento        | Sorocaba              | 9º (Série A3)   | Walter Ribeiro             | 13 772     | 1 (2001)           |
| São Vicente      | São Vicente           | 2º (2ª Divisão) | Mansueto Pierotti          | 4 912      | 0 (não possui)     |
| Sertãozinho      | Sertãozinho           | 13º (Série A3)  | Frederico Dalmaso          | 7 860      | 2 (último em 2004) |
| Taubaté          | Taubaté               | 11º (Série A3)  | Joaquim de Morais Filho    | 9 600      | 1 (2003)           |
| União São João   | Araras                | 19º (Série A2)  | Hermínio Ometto            | 16 096     | 0 (não possui)     |
| Votuporanguense  | Votuporanga           | 1º (2ª Divisão) | Plínio Marin               | 7 464      | 0 (não possui)     |

OBS:a. ^  O Estádio Palestra Itália está fechado para a reforma e construção da Arena Allianz Parque, com isso o Palmeiras B mandará seus jogos na Rua Javari.

## Classificação da 1ª Fase
| 1 | São Bento        | 40 | 19 | 12 | 4 | 3  | 34 | 24 | 10  |
| 2 | Flamengo-SP      | 35 | 19 | 11 | 2 | 6  | 39 | 30 | 9   |
| 3 | Batatais         | 33 | 19 | 10 | 3 | 6  | 27 | 23 | 4   |
| 4 | Itapirense       | 32 | 19 | 10 | 2 | 7  | 30 | 25 | 5   |
| 5 | Inter de Limeira | 32 | 19 | 9  | 5 | 5  | 29 | 24 | 5   |
| 6 | Marília          | 32 | 19 | 9  | 5 | 5  | 27 | 23 | 4   |
| 7 | Independente-SP  | 32 | 19 | 8  | 9 | 3  | 32 | 23 | 9   |
| 8 | Sertãozinho      | 31 | 19 | 9  | 4 | 6  | 31 | 25 | 6   |
| 9 | Joseense         | 30 | 19 | 9  | 3 | 7  | 27 | 22 | 5   |
| 10 | Rio Preto        | 30 | 19 | 8  | 6 | 5  | 22 | 17 | 5   |
| 11 | Taubaté          | 28 | 19 | 8  | 4 | 7  | 27 | 26 | 1   |
| 12 | Francana         | 26 | 19 | 7  | 5 | 7  | 26 | 28 | -2  |
| 13 | Votuporanguense  | 25 | 19 | 6  | 7 | 6  | 26 | 21 | 5   |
| 14 | Novorizontino    | 22 | 19 | 7  | 1 | 11 | 27 | 33 | -6  |
| 15 | Guaçuano         | 21 | 19 | 6  | 3 | 10 | 23 | 24 | -1  |
| 16 | América-SP       | 19 | 19 | 5  | 4 | 10 | 22 | 31 | -9  |
| 17 | São Vicente      | 18 | 19 | 5  | 3 | 11 | 20 | 26 | -6  |
| 18 | Palmeiras B      | 17 | 19 | 5  | 2 | 12 | 22 | 39 | -17 |
| 19 | Barretos         | 15 | 19 | 3  | 6 | 10 | 19 | 32 | -13 |
| 20 | União São João   | 12 | 19 | 3  | 3 | 13 | 20 | 34 | -14 |
| Pts – Pontos ganhos; J – Jogos; V - Vitórias; E - Empates; D - Derrotas; GP – Gols pró; GC – Gols contra; SG – Saldo de gols; TF - Total de Faltas |                  |    |    |    |   |    |    |    |     |

|  |                                      |
|  | Classificação à segunda fase         |
|  | Eliminados na primeira fase          |
|  | Rebaixados à Segunda Divisão de 2014 |

## Desempenho por rodada
Clubes que lideraram o campeonato ao final de cada rodada:
| Rodadas | Rodadas | Rodadas | Rodadas | Rodadas | Rodadas | Rodadas | Rodadas | Rodadas | Rodadas | Rodadas | Rodadas | Rodadas | Rodadas | Rodadas | Rodadas | Rodadas | Rodadas | Rodadas |
| ------- | ------- | ------- | ------- | ------- | ------- | ------- | ------- | ------- | ------- | ------- | ------- | ------- | ------- | ------- | ------- | ------- | ------- | ------- |
| 1       | 2       | 3       | 4       | 5       | 6       | 7       | 8       | 9       | 10      | 11      | 12      | 13      | 14      | 15      | 16      | 17      | 18      | 19      |
| SEI     | RPR     | RPR     | RPR     | MAR     | MAR     | SER     | SER     | SER     | SBN     | SBN     | SBN     | SBN     | SBN     | SBN     | SBN     | SBN     | SBN     | SBN     |

Clubes que ficaram na Lanterna no campeonato ao final de cada rodada:
| Rodadas | Rodadas | Rodadas | Rodadas | Rodadas | Rodadas | Rodadas | Rodadas | Rodadas | Rodadas | Rodadas | Rodadas | Rodadas | Rodadas | Rodadas | Rodadas | Rodadas | Rodadas | Rodadas |
| ------- | ------- | ------- | ------- | ------- | ------- | ------- | ------- | ------- | ------- | ------- | ------- | ------- | ------- | ------- | ------- | ------- | ------- | ------- |
| 1       | 2       | 3       | 4       | 5       | 6       | 7       | 8       | 9       | 10      | 11      | 12      | 13      | 14      | 15      | 16      | 17      | 18      | 19      |
| PLB     | ITL     | ITL     | ITL     | USJ     | BEC     | BEC     | USJ     | USJ     | USJ     | USJ     | USJ     | USJ     | USJ     | USJ     | USJ     | USJ     | USJ     | USJ     |